# Ottenschlag (Niederösterreich)
Ottenschlag ist eine Marktgemeinde mit 1015 Einwohnern (Stand 1. Jänner 2025) im Bezirk Zwettl in Niederösterreich.

## Geografie
Ottenschlag liegt im Waldviertel in Niederösterreich. Die Fläche der Marktgemeinde umfasst 26,15 Quadratkilometer. 57,31 Prozent der Fläche sind bewaldet.

### Gemeindegliederung
| Katastralgemeinden                                                                                     | Ortschaften in der Gemeinde |
| --- | --- |
| Bernreith (4,10 km²) Endlas (3,17 km²) Jungschlag (1,56 km²) Neuhof (7,04 km²) Ottenschlag (10,29 km²) | Bernreith (D) · Endlas (D) · Jungschlag (Hgr) · Neuhof (D) Hacklhof (R) Oedwinkel (W) · Ottenschlag (M) Armschlag (R) Haiden (ZH) Hammerwerk (R) Reith (ZH) |
| Legende                                                                                                | |

| In der Spalte Katastralgemeinden sind sämtliche Katastralgemeinden einer Gemeinde angeführt. In der Klammer ist die jeweilige Fläche in km² angegeben. |
| In der Spalte Ortschaften sind sämtliche von der Statistik Austria erfassten Siedlungen, die auch eine eigene Ortschaftskennziffer aufweisen, angeführt. In der Hierarchieebene derselben Spalte, rechts eingerückt, werden nur Ansiedlungen, die mindestens aus mehreren Häusern bestehen, dargestellt. Die wichtigsten der verwendeten Abkürzungen sind: - M = Hauptort der Gemeinde - Stt = Stadtteil - R = Rotte - W = Weiler - D = Dorf - ZH = Zerstreute Häuser - Sdlg = Siedlung - Hgr = Häusergruppe - E = Einzelgehöft (nur wenn sie eine eigene Ortschaftskennziffer haben) Die komplette Liste der Statistik Austria ist in: Topographische Siedlungskennzeichnung nach STAT Zu beachten ist, dass manche Orte unterschiedliche Schreibweisen haben können. So können sich Katastralgemeinden anders schreiben als gleichnamige Ortschaften bzw. Gemeinden. Quelle: Statistik Austria – Liste für Niederösterreich (PDF) |

Das Gemeindegebiet umfasst folgende Ortschaften (in Klammern Einwohnerzahl Stand 1. Jänner 2025):
- Bernreith (46)
- Endlas (45)
- Jungschlag (48)
- Neuhof (88)
- Oedwinkel (0)
- Ottenschlag (782)
- Reith (6)

Dazu kommen noch die Rotten Armschlag, Hammerwerk und Hacklhof, die Streusiedlung Haiden sowie die Einzellagen Blütenmühle, Hubertuskapelle, Schloss Ottenschlag und Trausmühle.

### Nachbargemeinden
|                | Sallingberg                                 |             |
| Bad Traunstein | Kompassrose, die auf Nachbargemeinden zeigt | Kottes-Purk |
| Martinsberg    | Kirchschlag                                 |             |

## Geschichte

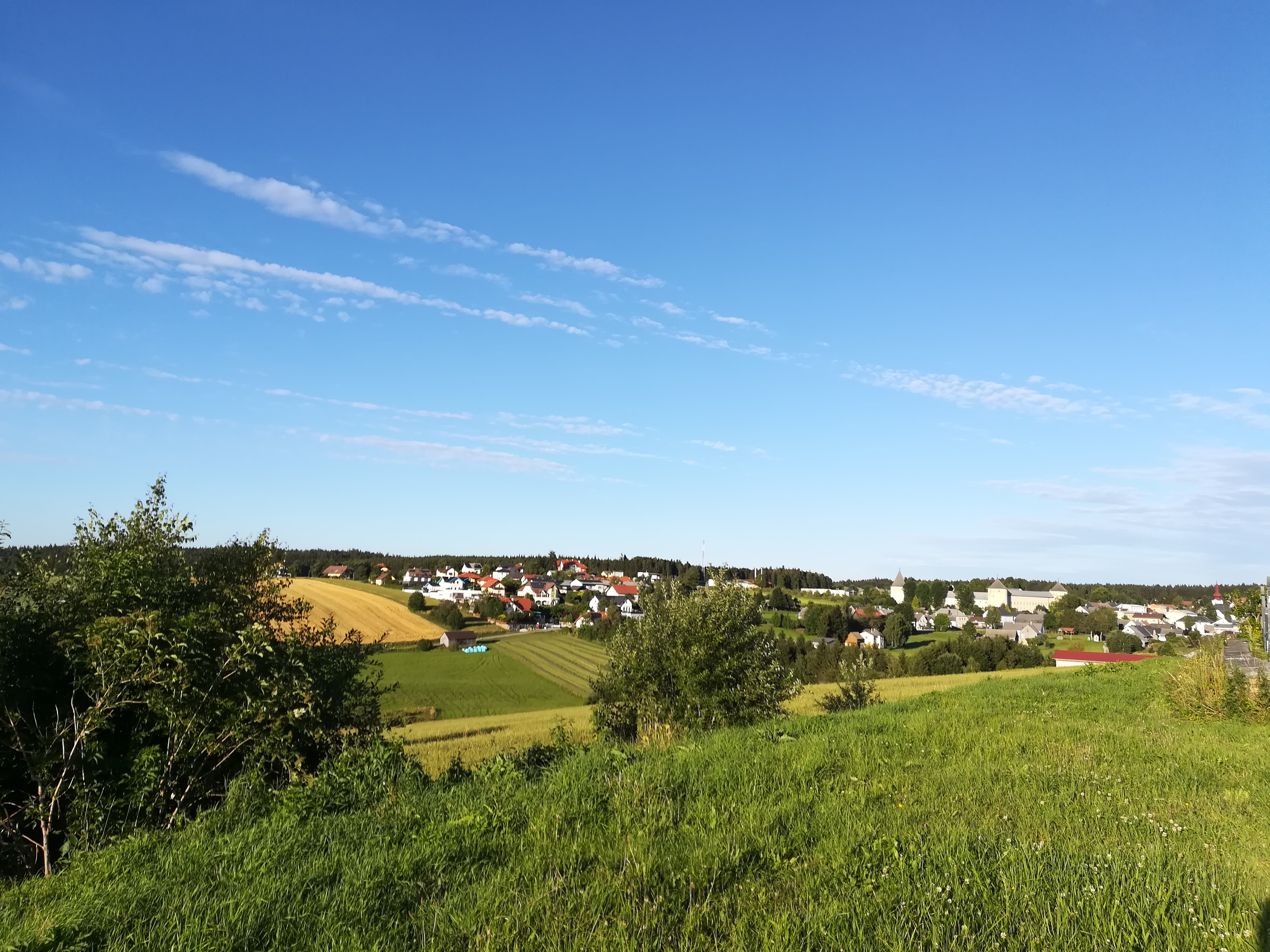
Blick auf Ottenschlag vom Friedhofsberg aus

Eine heute als gefälscht erkannte Urkunde aus dem Jahr 1096 könnte jedoch ein Körnchen Wahrheit enthalten. Der landesfürstliche Ministeriale Otto von Lautisdorf hat um 1100 Ottenschlag gegründet (Sein Bruder Berthold legte um die gleiche Zeit Kleinpertholz an, das aus dem Hof und östlich angrenzender Zeile von 8 Bauern bestand). Dieser spätere Linsenanger-Markt entpuppt sich nach der Siedlungsanalyse als Hofanlage im Norden und einer Zeile von 11 Bauern im Süden. Im Gerichtsfeld und dem Kalkofenfeld sind die Hofackerstreifen von je 10-11 Joch nachvollziehbar. Erst die Entwicklung des 14. Jahrhunderts schuf eine erhebliche Erweiterung zur Linsenangerform und dann zum Markt.
1596 war Ottenschlag Schauplatz kriegerischer Auseinandersetzungen während der Bauernaufstände. In der Reformationszeit im 16. Jahrhundert wurde Ottenschlag ein Zentrum des Protestantismus. Während des Dreißigjährigen Krieges belagerten die Schweden das Schloss und zerstörten Ort und Kirche.

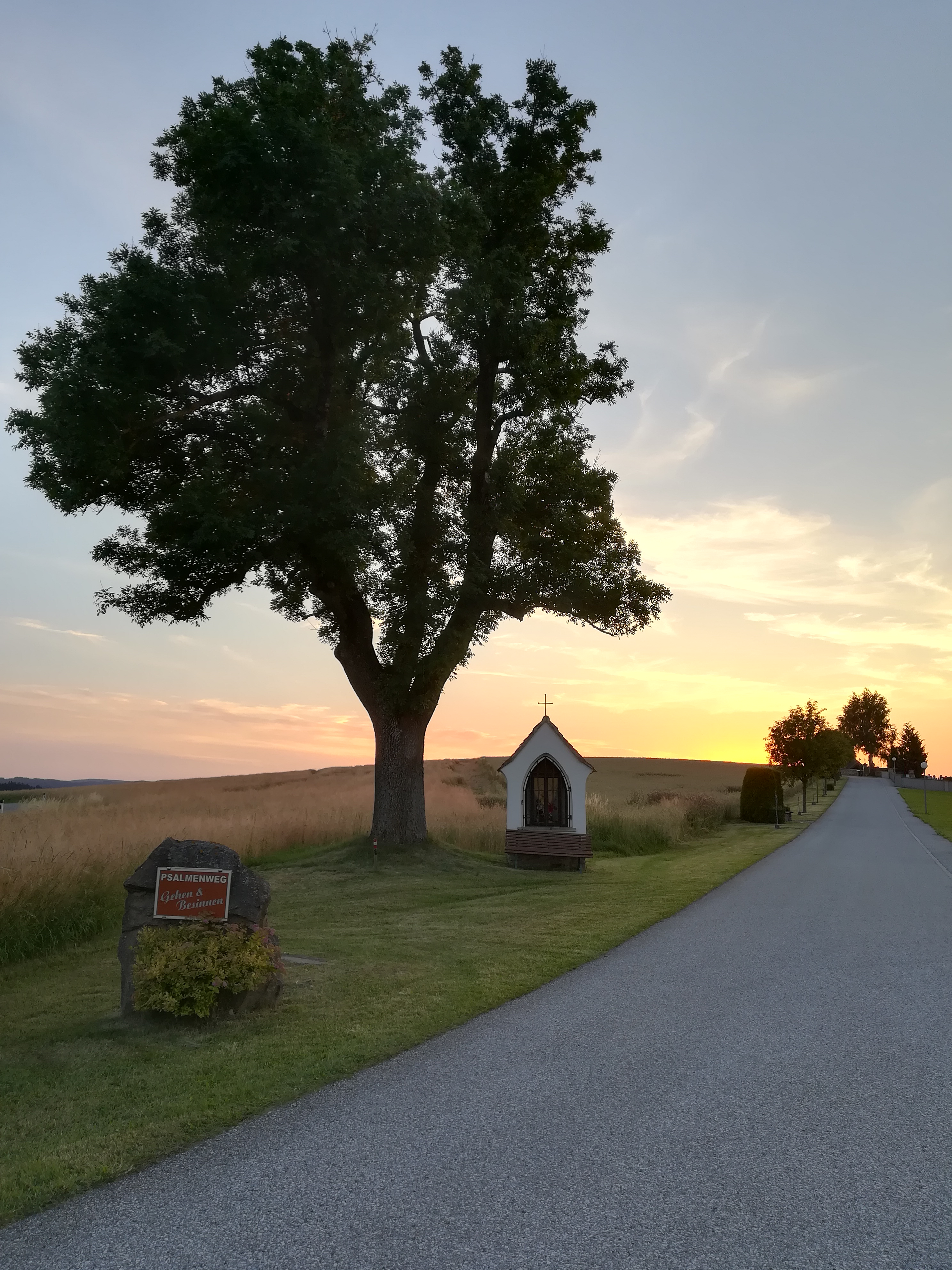
Der sogenannte Psalmenweg, der Weg zum Friedhofsberg in Ottenschlag

Insgesamt sechsmal wurde der Ort von Brandkatastrophen heimgesucht, zuletzt im Jahr 1911. Am 20. April 1945 wurde Ottenschlag von russischen Bombern bombardiert. Dabei wurden 56 Häuser getroffen.
Im Zuge der NÖ. Kommunalstrukturverbesserung wurden Anfang 1968 die Gemeinde Neuhof eingegliedert.

### Einwohnerentwicklung

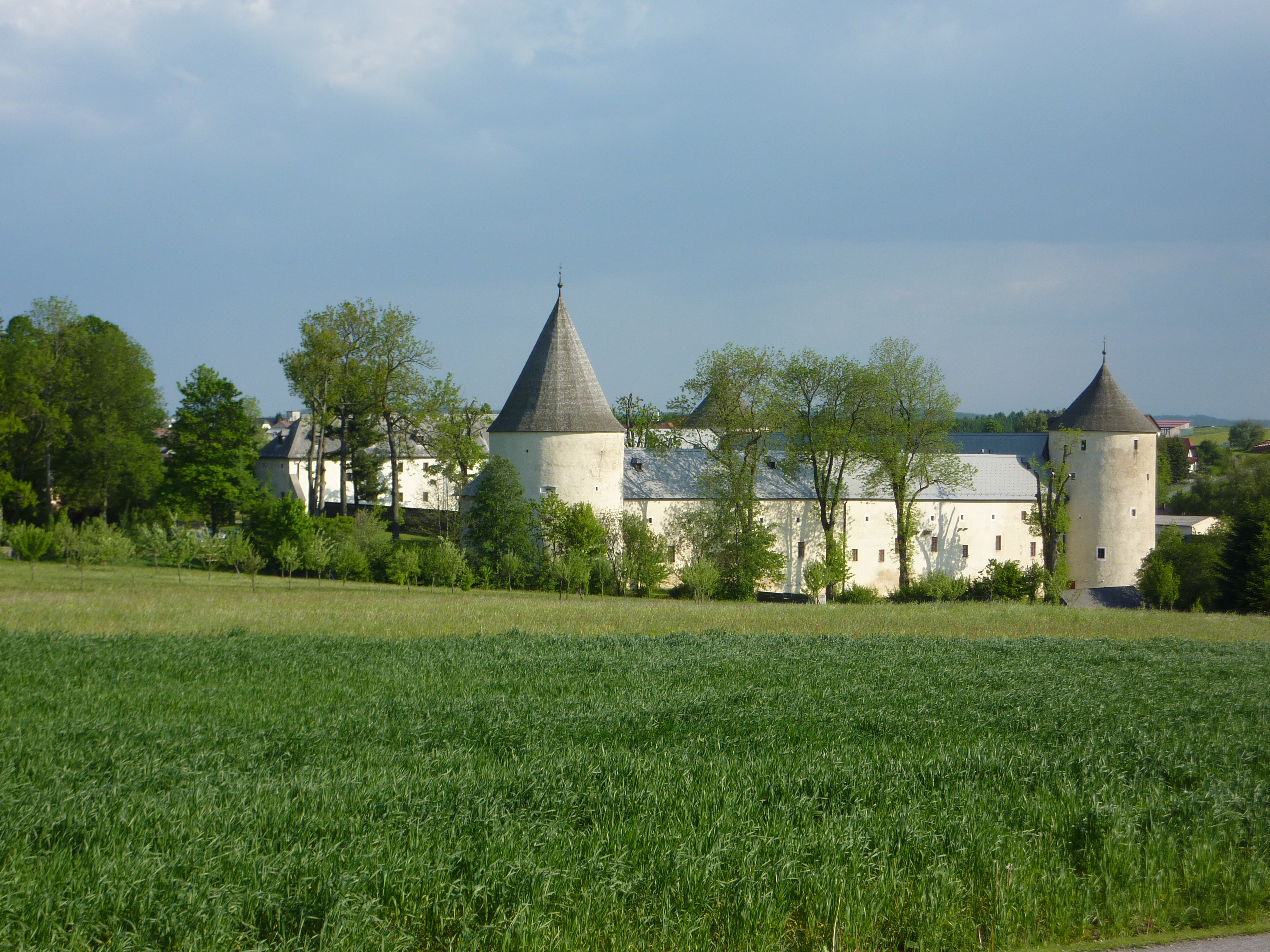
Schloss Ottenschlag

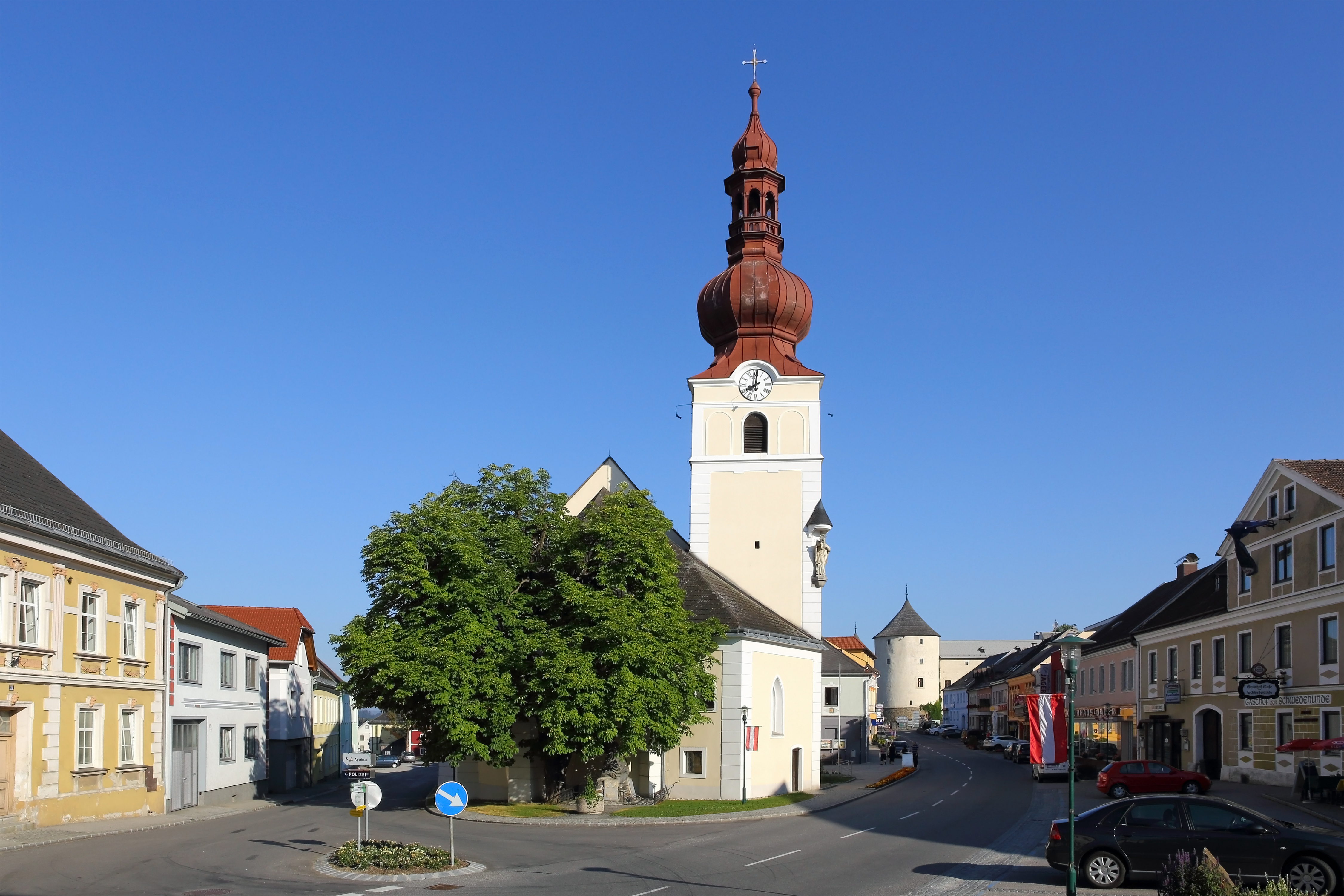
Pfarrkirche Ottenschlag, davor ein Rosskastanienbaum als Naturdenkmal

| Ottenschlag: Einwohnerzahlen von 1869 bis 2025      | Ottenschlag: Einwohnerzahlen von 1869 bis 2025 | Ottenschlag: Einwohnerzahlen von 1869 bis 2025 | Ottenschlag: Einwohnerzahlen von 1869 bis 2025 | Ottenschlag: Einwohnerzahlen von 1869 bis 2025 |
| --------------------------------------------------- | ---------------------------------------------- | ---------------------------------------------- | ---------------------------------------------- | ---------------------------------------------- |
| Jahr                                                |                                                |                                                |                                                | Einwohner                                      |
| 1869                                                | 1869                                           |                                                | 1.402                                          | 1.402                                          |
| 1880                                                | 1880                                           |                                                | 1.606                                          | 1.606                                          |
| 1890                                                | 1890                                           |                                                | 1.585                                          | 1.585                                          |
| 1900                                                | 1900                                           |                                                | 1.553                                          | 1.553                                          |
| 1910                                                | 1910                                           |                                                | 1.489                                          | 1.489                                          |
| 1923                                                | 1923                                           |                                                | 1.242                                          | 1.242                                          |
| 1934                                                | 1934                                           |                                                | 1.357                                          | 1.357                                          |
| 1939                                                | 1939                                           |                                                | 1.300                                          | 1.300                                          |
| 1951                                                | 1951                                           |                                                | 1.309                                          | 1.309                                          |
| 1961                                                | 1961                                           |                                                | 1.207                                          | 1.207                                          |
| 1971                                                | 1971                                           |                                                | 1.220                                          | 1.220                                          |
| 1981                                                | 1981                                           |                                                | 1.202                                          | 1.202                                          |
| 1991                                                | 1991                                           |                                                | 1.130                                          | 1.130                                          |
| 2001                                                | 2001                                           |                                                | 1.102                                          | 1.102                                          |
| 2011                                                | 2011                                           |                                                | 980                                            | 980                                            |
| 2021                                                | 2021                                           |                                                | 1.023                                          | 1.023                                          |
| 2025                                                | 2025                                           |                                                | 1.015                                          | 1.015                                          |
| Quelle(n): Statistik Austria, Gebietsstand 1.1.2021 |                                                |                                                |                                                |                                                |

## Kultur und Sehenswürdigkeiten
- Schloss Ottenschlag, in Privatbesitz[5]
- Katholische Pfarrkirche Ottenschlag, geweiht dem hl. Jakobus dem Älteren
- Kreativ- und Seminarzentrum "Die Ottilie"

## Wirtschaft und Infrastruktur
| Von den rund 860 Arbeitsplätzen in der Gemeinde entfielen sieben Prozent auf die Landwirtschaft, zwanzig Prozent auf den Produktionssektor und mehr als siebzig Prozent auf Dienstleistungen (Stand 2011). Von den 476 Erwerbstätigen, die im Jahr 2011 in Ottenschlag lebten, arbeitete rund die Hälfte in der Gemeinde und eine Hälfte pendelte aus. Dafür kamen mehr als 600 Menschen aus der Umgebung, um in Ottenschlag zu arbeiten. | Die zur Anzeige dieser Grafik verwendete Erweiterung wurde dauerhaft deaktiviert. Wir arbeiten aktuell daran, diese und weitere betroffene Grafiken auf ein neues Format umzustellen. (Mehr dazu) |

### Öffentliche Einrichtungen
In der Gemeinde gibt es einen Kindergarten, eine Volksschule, eine Sonderschule, eine Mittelschule und eine dreijährige Fachschule.

### Tourismus
Ottenschlag liegt am Nord-Süd-Weitwanderweg.

## Politik

### Gemeinderat
Der Gemeinderat hat seit der Gemeinderatswahl 2025 19 Mitglieder.
- Mit den Gemeinderatswahlen in Niederösterreich 1990 hatte der Gemeinderat folgende Verteilung: 16 ÖVP und 3 SPÖ. (19 Mitglieder)
- Mit den Gemeinderatswahlen in Niederösterreich 1995 hatte der Gemeinderat folgende Verteilung: 15 ÖVP, 3 SPÖ und 1 FPÖ.[10]
- Mit den Gemeinderatswahlen in Niederösterreich 2000 hatte der Gemeinderat folgende Verteilung: 15 ÖVP und 4 SPÖ.[11]
- Mit den Gemeinderatswahlen in Niederösterreich 2005 hatte der Gemeinderat folgende Verteilung: 16 ÖVP und 3 SPÖ.[12]
- Mit den Gemeinderatswahlen in Niederösterreich 2010 hatte der Gemeinderat folgende Verteilung: 17 ÖVP und 2 SPÖ.[13] (19 Mitglieder)
- Mit den Gemeinderatswahlen in Niederösterreich 2015 hatte der Gemeinderat eine verringerte Mandataszahl von 15 und folgende Verteilung: 13 ÖVP, 1 SPÖ und 1 FPÖ.[14]
- Mit den Gemeinderatswahlen in Niederösterreich 2020 hatte der Gemeinderat folgende Verteilung: 12 ÖVP, 2 SPÖ und 1 FPÖ.[15]
- Mit den Gemeinderatswahlen in Niederösterreich 2025 wurde die Mandatszahl des Gemeinderats auf 19 erhöht und hat folgende Verteilung: 14 ÖVP, 2 SPÖ und 3 FPÖ.[16]

### Bürgermeister
- 1985–2000 Paul Lenauer (ÖVP)
- 2000–2005 Alfred Huber (ÖVP)
- 2005–2010 Roman Tiefenbacher (ÖVP)
- 2010–2020 Christa Jager (ÖVP)[17]
- seit 2020 Paul Kirchberger (ÖVP)[17]

### Wappen
Das Wappen befindet sich erstmals auf einer Urkunde im Jahr 1602.
Blasonierung: Im von Blau und Silber gevierten Schild mit grünem Dreiberg im Schildfuß schräg gekreuzt zwei Hellebarden in verwechselten Farben mit der Schneide nach dem oberen Schildrand zeigend.

## Persönlichkeiten
Söhne und Töchter der Gemeinde
- Rudolf Haas (1849–1927), österreichisch-deutscher Schauspieler, Operettensänger und Regisseur
- Robert Schwinner (1878–1953), Geologe und Geophysiker

Personen mit Bezug zur Gemeinde
- Franz Graf von Falkenhayn (1827–1898), Gutsbesitzer und Politiker und Forstmann
- Rudolf Kaminger (1887–1943), Krankenkassaleiter, Politiker und Landtagsabgeordneter
- Karl Fichtinger (1923–1996), Obmann der Bezirksbauernkammer und Landtagsabgeordneter

Ehrenbürger der Gemeinde
Ehrenbürger sind die ehemaligen Bürgermeister Paul Lenauer und Alfred Huber, den Ehrenring des Ortes erhielten die Pfarrer Josef Reisenbichler, Willi Renner sen. (1936–2014, Kommandant der Feuerwehr und des Feuerwehrabschnittes Ottenschlag), Bürgermeister a. D. Roman Tiefenbacher, Bürgermeisterin a. D. Christa Jager, Willi Renner jun. (Kommandant der Feuerwehr und des Feuerwehrabschnittes Ottenschlag), 